# Microprocesador 6100
El 6100 es un microprocesador CMOS de 12 bits, fabricado por Intersil y Harris. Ejecuta el juego de instrucciones del PDP-8 de Digital Equipment, y esta compañía lo utilizó en alguno de sus ordenadores personales, antes de pasar a fabricar compatibles.
El 6100 tuvo una versión mejorada, el 6120

## Arquitectura

### Registros
Consta de los siguientes registros, todos de 12 bits:
- Contador de programa, PC
- Acumulador, AC
- Auxiliar, MQ
- Enlace (Link), L, de un bit.

Carece de puntero de pila.

### Memoria
Direcciona directamente 4K palabras (de 12 bits), a través de un bus de 12 hilos. Existe un controlador de memoria que amplía la memoria a 32K palabras, mediante un método de paginación. Permite separar los espacios de datos y programa.
Además existe un área especial de memoria, llamada Control Panel Memory a la que se tiene acceso en el modo control panel, que funciona como una interrupción de la mayor prioridad.
La memoria de 4K está dividida en 32 páginas de 128 palabras.
Existen dos direccionamientos:
- Relativo al comienzo de la página, que usa, principalmente para saltos y variables locales, y relativo al comienzo de la página cero.
- Indirecto. Cuando se realiza la indirección sobre ciertas direcciones, la base se incrementa automáticamente tras la ejecución de la instrucción.

## Instrucciones
Posee ocho instrucciones:
- ADD, suma AC con memoria
- AND, Realiza el AND lógico del AC con memoria
- STO, Transfiere un dato del Acumulador a memoria
- JMP, Salto
- DJZ, Decrementa memoria y salta si el resultado es cero
- CALL, Salto a subrutina. Guarda la dirección de retorno en la primera palabra de la subrutina. El retorno se realiza mediante un salto indirecto a dicha posición.
- EXE, Execute, realiza operaciones con el acumulador que no direccionan memoria.
- XIO, Instrucción de entrada/salida, para comunicación con los periféricos.

Estas ocho instrucciones se codifican en los tres bits más significativos. Después dos bits indican si el acceso es directo o indirecto y si se accede a la página actual o a la página cero.
- Datos: Q6013376